# Oracular Spectacular
Oracular Spectacular — дебютный студийный альбом нью-йоркской группы MGMT, издан 2 октября 2007 года в цифровом формате и 22 января 2008 на CD и LP. Журнал Rolling Stone поставил его на 494 место в списке 500 величайших альбомов всех времён.

## Об альбоме
На Oracular Spectacular представлены обновлённые версии песен «Kids» (с предыдущего альбома Climbing to New Lows) и «Time to Pretend» (ранее представленной на Time to Pretend EP в 2005 году). Запись получила звание лучшего музыкального альбома 2008 года по версии NME.

## Список композиций альбома
Слова и музыка всех песен — Эндрю Ванвингарден и Бэн Голдвассер.
| №                   | Название                     | Длительность |
| ------------------- | ---------------------------- | ------------ |
| 1.                  | «Time to Pretend»            | 4:21         |
| 2.                  | «Weekend Wars»               | 4:12         |
| 3.                  | «The Youth»                  | 3:48         |
| 4.                  | «Electric Feel»              | 3:49         |
| 5.                  | «Kids»                       | 5:02         |
| 6.                  | «4th Dimensional Transition» | 3:58         |
| 7.                  | «Pieces of What»             | 2:43         |
| 8.                  | «Of Moons, Birds & Monsters» | 4:46         |
| 9.                  | «The Handshake»              | 3:39         |
| 10.                 | «Future Reflections»         | 4:02         |
| Общая длительность: | Общая длительность:          | 40:30        |